# Verena Thorn-Vogt
Verena Thorn-Vogt (* 11. Mai 1941 in Littau-Reussbühl, heute Gemeinde Luzern) ist eine Schweizerin, die in der Pariser Banlieue von ihr selbst konzipierte Kinderheime gründete und leitete.

## Ausbildung und Werdegang
Verena Thorn-Vogt ist die Tochter von Eugen Vogt und Hedwig geb. Wickart. Sie wuchs als Zweitälteste mit sechs Geschwistern in Luzern auf. Die Gymnasialausbildung am Theresianum Ingenbohl und an der Kantonsschule Luzern schloss sie mit der Maturität ab. Sie studierte an den Universitäten Zürich und Neuenburg und an der Sorbonne in Paris. Sie erwarb das luzernische Sekundarlehrerinnenpatent und das Lizentiat in Latein und Germanistik.
Nach Wohnsitznahmen in der Westschweiz und dortiger Lehrtätigkeit arbeitete sie in Paris und liess sich in der Banlieue (Département Hauts-de-Seine) als Sozialarbeiterin einsetzen. Sie bildete sich zur Éducatrice spécialisée aus.
Am 1. November 1985 eröffnete sie das Kinderheim «La Grande Passerelle» in der nördlichen Vorortsstadt Gennevilliers der Pariser Grossagglomeration und vier Jahre später in derselben Stadt «La Petite Passerelle». Ausserdem schuf sie ein Netzwerk von Familien, die bereit sind, Kinder fachgerecht zu betreuen (Réseau familial d‘accueillantes). Obwohl das Konzept für Frankreich neu war, gelang es Verena Thorn, vom Generalrat des Département Hauts-de-Seine die Zustimmung zu dem von ihr entwickelten Projekt des Relais Parental zu erlangen. Verena Thorn leitete die beiden Heime und das Netz der Betreuerfamilien über 15 Jahre. Sie anschliessend während 10 Jahren Mitglied des Administrativrats.

## Relais Parental

### Konzept
Das Relais Parental ist ein innovatives Betreuungskonzept: ein Ort, wo Kinder, deren Familien momentan oder periodisch schwierige Phasen durchlaufen, während 24 Stunden an sieben Tagen in der Woche Aufnahme finden. Die Kinder werden auf einfache Anfrage der Eltern aufgenommen, die frei über die Dauer des Aufenthaltes ihres Kindes entscheiden. Die Anfragen können in Problemen gesundheitlicher Natur begründet sein, in solchen der Unterkunft, vorübergehender Abwesenheit eines Elternteils, in ehelichen oder erzieherischen Schwierigkeiten  oder ganz einfach im Bedürfnis der Eltern oder des Kindes nach elterlicher Entspannung, das sich aus dem fortwährenden Gegenüber ergeben kann.
Das Relais Parental will die elterliche Aufgabe unterstützen, die in ihrer Permanenz schwierig zu erfüllen ist, wenn der Beistand einer erweiterten Familie oder einer gesellschaftlich verbundenen Nachbarschaft fehlt. In der Anonymität der heutigen Agglomerationen fehlt vielen Eltern nicht bloss das menschliche Umfeld, sondern auch der gesellschaftliche und/oder kulturelle Bezug. Das Relais Parental nimmt sich das grosselterliche Haus zum Vorbild und ist offen für den Notruf eines Elternteils: «Ich kann nicht mehr!», ohne dass dies in ein offizielles Register Eingang fände.
Das Relais versteht sich als Alternative zur Aufnahme der Kinder in die amtliche Sozialhilfe, es sei denn, diese dränge sich aus schwerwiegenden Gründen auf. Es erlaubt dem Kind, in seiner Umgebung zu bleiben, und den Eltern, die Intimität des Familienlebens zu wahren. Für das Kind bietet das Relais einen Ort der Sicherheit und des Wohlbefindens, wo es losgelöst von der unmittelbaren Verbindung zu den Eltern in einer Gemeinschaft von Seinesgleichen lebt, umgeben von Erwachsenen, die jedem Kind einen kindergerechten Platz gewährleisten, ohne dass es diesen gewaltsam oder durch List und Verführung erobern müsste. Das tägliche Leben wird durch die Regeln des zwischenmenschlichen Benehmens bestimmt. Der Tagesablauf folgt dem Ritual des Aufstehens, der Mahlzeiten, des Zubettgehens. Man singt viel im Relais Parental.
Das Konzept des Relais Parental wurde mehrfach rezipiert und realisiert, z. B. in den Städten Besançon, Cherbourg, Montpellier, Nantes und Saint-Nazaire.

## Ehrung und Würdigung
Nach der Überwindung der erheblichen Schwierigkeiten und Hindernisse erfolgte die Anerkennung des Wirkens Verena Thorns, welche auch die französische Staatsbürgerschaft erworben hatte: Sie wurde mit dem Ordre national du Mérite ausgezeichnet.

## Bibliographie
- Didier Houzel: Les enjeux de la parentalité. ouvrage collectif, Ed. Erès 2010, ISBN 978-2-86586-693-9.
- Il faut un village pour élever un enfant. In: Le Furet. N° 35, August 2001.
- Dominique Fablet: De la suppléance familiale au soutien à la parentalité. L'Harmattan, 2010, ISBN 978-2-296-11083-0 – siehe insbesondere « Équipements innovants : Relais parentaux ou familiaux et crèche familiale préventive » S. 27 ff.; « Équipements innovants : l'exemple des relais parentaux » S. 58 ff.
- « Le Relais parental », in Gérald Boutin, Paul Durning: Enfants maltraités ou en danger: l'apport des pratiques socio-éducatives. L'Harmattan, 2008, ISBN 978-2-296-05267-3, S. 142 ff.
- Le Relais parental. Kolloquium, 14. November 2002, Atlante, Paris 2003, ISBN 2-912671-16-7.